# Nicola de Mirabili
Nicola de Mirabili (zm. 1495?) – węgierski dominikanin, teolog i inkwizytor pochodzenia włoskiego.
Urodził się w Koloszwarze w Transylwanii. Jego ojciec był rzeźbiarzem pochodzącym z Bolonii, który wyemigrował do Węgier i osiadł ostatecznie w Koszycach, uzyskując w 1474 miejscowe obywatelstwo. Młody Nicola wstąpił do zakonu dominikanów w konwencie w Koszycach, jednak w 1476 został przeniesiony do konwentu w Koloszwarze, a ok. 1478 rozpoczął studia na uniwersytecie w Budzie. Na początku lat 80. XV wieku kontynuował studia we Włoszech, najprawdopodobniej w Sienie. W 1484 kapituła generalna zakonu oficjalnie zatwierdziła jego tytuł magisterski. Do 1487 sprawował funkcję regenta studiów w konwencie dominikańskim w Sienie. W 1487 został przeniesiony do rzymskiego konwentu S. Maria sopra Minerva, gdzie przez dwa lata także sprawował funkcję regenta studiów.
W 1489 Nicola objął urząd rektora szkoły w konwencie S. Maria Novella we Florencji. Na prośbę zakonnic z konwentu S. Pietro Martire, nad którymi sprawował duchową opiekę, wydał księgę zatytułowaną Libello di Consciencia, zawierającą wykład dotyczący ludzkiego sumienia, głównie w oparciu o myśli św. Tomasza z Akwinu. W czerwcu 1489 Nicola wziął udział w debacie teologicznej z franciszkanami dotyczącej grzechu Adama, zorganizowanej przez władcę Florencji Wawrzyńca Wspaniałego. Po zakończeniu dysputy opublikował swoją argumentację w broszurze Disputatio nuper facta in magnificent dome Laurentii Medices. Jednak jeszcze w tym samym roku Nicola opuścił Włochy i powrócił na Węgry. Po krótkim pobycie w konwencie koszyckim pod koniec 1489 został przeniesiony do konwentu w Budzie, gdzie objął funkcję rektora szkoły dominikańskiej.
Podczas pobytu w Budzie Nicola nawiązał kontakty z dworem królewskim i objął funkcję kapelana dworskiego. 21 sierpnia 1493 ukończył dzieło De praedestinatione, dedykowane królewskiemu kanclerzowi Janowi Schellenbergowi. Prawdopodobnie we wrześniu 1493 Nicola został wybrany przeorem konwentu w Budzie, a już 1 października tego samego roku generał zakonu Gioacchino Torriani mianował go wikariuszem generalnym całej węgierskiej prowincji dominikańskiej. Pod koniec grudnia 1493 kapituła prowincji węgierskiej obrała go na stanowisko prowincjała. Wybór ten został zatwierdzony przez generała zakonu 24 maja 1494.
List nominacyjny z 24 maja 1494 jest ostatnią wzmiankę dokumentacyjną o nim. W marcu 1495 niejaki Piotr z konwentu koszyckiego sprawował urząd wikariusza generalnego prowincji węgierskiej, co może wskazywać, że w tym czasie Nicola już nie żył.
Nicola de Mirabili jest ostatnim znanym inkwizytorem papieskim na Węgrzech. O jego działalności inkwizytorskiej nic jednak nie wiadomo. Na urzędzie tym wspomniany jest tylko raz, 21 sierpnia 1493, w liście dedykacyjnym zamieszczonym na początku dzieła De praedestinatione.